# Europacupen i bandy 1987
Europacupen i bandy 1987 spelades i Motala 13-15 november 1987. Turneringen vanns av HK Jenisej Krasnojarsk.

## Sluttabell
| Nr | Lag                                   | S | V | O | F | +/-    | P |
| -- | ------------------------------------- | - | - | - | - | ------ | - |
| 1  | HK Jenisej Krasnojarsk, Sovjetunionen | 3 | 3 | 0 | 0 | 19 - 5 | 6 |
| 2  | IFK Motala, Sverige                   | 3 | 2 | 0 | 1 | 17 - 6 | 4 |
| 3  | IFK Helsingfors, Finland              | 3 | 1 | 0 | 2 | 9 - 15 | 2 |
| 4  | Stabæk IF, Norge                      | 3 | 0 | 0 | 3 | 8 - 27 | 0 |

## Resultat
- IFK Helsingfors-HK Jenisej Krasnojarsk 3-5
- IFK Motala-Stabæk IF 11-2
- Stabæk IF-HK Jenisej Krasnojarsk 2-11
- IFK Helsingfors-IFK Motala 1-6
- IFK Helsingfors-Stabæk IF 5-4
- IFK Motala-HK Jenisej Krasnojarsk 0-3